# Акусматическая музыка
Акусмати́ческая му́зыка (фр. musique acousmatique, англ. acousmatic music, acousmatic art), в широком смысле — музыка, источник которой скрыт от слушателя. Обычно такая музыка хранится на электронных носителях информации и воспроизводится при помощи громкоговорителей, без непосредственного участия человека-исполнителя. В академических рамках понимается как вид академической электронной музыки, синоним (с некоторыми оговорками) электроакустической музыки.
Термин «акусматический» был впервые использован в 1955 году Жеромом Пеньо и Пьером Шеффером для описания слушательского восприятия «конкретной музыки».

## Музыкальная специфика

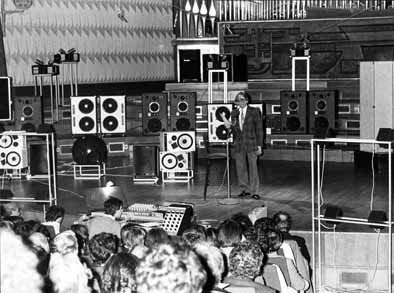
Пьер Шеффер представляет публике звуковую систему Acousmonium

В качестве «музыкальных» в акусматической музыке рассматриваются звуки любой природы и любого происхождения: от звуков всех обычных акустических инструментов, до звуков конкретных и искусственно синтезированных — электронных, компьютерных и т.д.
При создании акусматической музыки могут быть задействованы также и самые различные технические устройства: от простых механических до сложных электронно-аналоговых и цифровых.
Как правило, готовая акусматическая музыка хранится на электронных носителях информации и воспроизводится при помощи громкоговорителей, то есть без непосредственного участия человека-исполнителя, хотя допустимо и её «живое» исполнение непосредственно на какой-либо концертной сцене.
Кроме того, автор акусматической музыки может заготавливать сразу несколько звуковых пластов, которыми он будет затем манипулировать непосредственно в процессе исполнения своей музыки на сценической площадке.
Стилистически акусматическая музыка может выходить за рамки любых известных вокальных и инструментальных жанров. Среди музыкантов существуют некоторые разногласия, связанные с тем, относить ли термин «акусматика» к стилю музыкальной композиции или к виду восприятия музыки.

## Происхождение термина
Термин «акусматика» восходит к античному философу Пифагору и его специфическому методу преподавания.
Как полагают, Пифагор обучал своих учеников из-за ширмы, чтобы не отвлекать их от глубинного содержания своих эзотерических лекций, составленных из мудрых и лаконичных «акусмат» (греч. — «изречений»).  В этой связи, первый этап пифагорейского ученичества назывался «акусматом».
Пьер Шеффер, используя в своём творчестве термин «acousmatique», проводил аналогию между голосовыми акусматами Пифагора, доносящимися из-за ширмы, и музыкой, доносящейся «из-за динамиков», то есть как бы «исполняемой невидимыми (таинственными) инструментами и голосами».